# Семенівська волость (Хорольський повіт)
Семенівська волость — адміністративно-територіальна одиниця Хорольського повіту Полтавської губернії з центром у містечку Семенівка.
Старшинами волості були:
- 1900—1904 роках селянин Ніканор Авксетійович Дубровик[1];
- 1913 роках селянин Тимофій Григорій Первак[2];
- 1915 роках селянин Андрій Миколайович Филипас[3].